# Gaudeamus igitur
Gaudeamus igitur (incipit, doslova „radujme se tedy“, původní název De brevitate vitae – „o krátkosti života“) je neoficiální studentská hymna. Často se zpívá při různých akademických příležitostech. Původně šlo o pijáckou píseň, která ironicky oslavuje (především erotické) radosti studentského života a mládí. Přitom je zpívána na velmi vážnou a vznešenou melodii. Melodie vznikla ve třináctém století, patrně v prostředí Boloňské univerzity. Text je v latině s některými germanismy, je vagantského původu, definitivní verzi vytvořil ale až německý student teologie Christian Wilhelm Kindleben a publikoval ji v roce 1781. Existuje celá řada textových verzí, z deseti slok se běžně zpívají jen některé.
Tuto původní melodii použil jako motiv například Bedřich Smetana ve svém Pochodu studentských legií z roku 1848.

## Melodie a text
| Latinsky | Česky | Umělecký překlad |
| --- | --- | --- |
| Gaudeamus igitur Iuvenes dum sumus. Post iucundam iuventutem Post molestam senectutem Nos habebit humus.      | Radujme se tedy, dokud jsme mladí: po radostné mladosti, po žalostném stáří nás bude mít země.                   | Radujme se, přátelé, dokavaď jsme mladí: Až nám sejde mládí z tváří přijde bolestivé stáří, do hrobu nás vsadí.         |
| Ubi sunt, qui ante nos In mundo fuere? Vadite ad superos, Transite ad inferos, Ubi iam fuere.                 | Kde jsou ti, kdo před námi byli na světě? Odkráčejte do nebes, přeneste se do pekel – oni tam již byli.          | Kde jsou ti, kdo před námi žili v tomto světě? Každý z nich do nebes šel /či / přenesl se do pekel a volá: čekáme tě!   |
| Vita nostra brevis est, Brevi finietur; Venit mors velociter, Rapit nos atrociter; Nemini parcetur.           | Náš život je krátký, zakrátko se skončí; smrt přijde rychle, uchvátí nás krutě, nikdo nebude ušetřen.            | Krátký jest jen život náš, smrt už počítá dny; přijde rychle, žerty stranou, uchvátí nás krutou ranou, neujde jí žádný. |
| Vivat academia, Vivant professores, Vivat membrum quod libet, Vivant membra quae libet; Semper sint in flore. | Ať žije akademie, ať žijí profesoři, ať žije každý člen, ať žije každá členka, vždy ať v květu jsou.             | Vivat Akademia, páni profesoři! Též ať žije student každý, jeho údy a tvář navždy rumělečkem hoří.                      |
| Vivat et res publica Et qui illam regit, Vivat nostra civitas, Maecenatum caritas, Qui nos hic protegit.      | Ať žije stát, a ti, co ho řídí, ať žije naše obec, štědrost mecenášů, ti, kteří nás zde chrání.                  | Ať žije republiky, páni povolaní! Třikrát sláva společnosti, mecenášům, jenž nás hostí, ze štědrosti chrání.            |
| Vivant omnes virgines, Faciles, formosae! Vivant et mulieres, Tenerae, amabiles, Bonae, laboriosae.           | Ať žijí všechny panny, přítulné a krásné! Ať žijí vdané ženy, rozkošné, k pomilování hodné, snaživé.             | Ať žijí a krásné jsou panenky svobodné! Ať žijí i ženy vdané, rozkošné a milované, pracovité, hodné.                    |
| Pereat tristitia, Pereant osores, Pereat diabolus Quivis antiburschius, Atque irrisores!                      | Zhyň smutku, zhyňte nenávistníci. Zhyň ďáble, kdokoliv je proti studentům a ti, co se nám posmívají.             | Zhyňte chmury žalostné i nenávistníci. Zhyň, ďábelská moci, a ty cos proti nám zaujatý do očí pojď říci!                |
| Quis confluxus hodie Academicorum? E longinquo convenerunt, Protinusque successerunt In commune forum.        | Jaké to setkání akademiků? Zdaleka se sešli, okamžitě nastoupili ve veřejný prostor.                             | |
| Vivat nostra societas, Vivant studiosi! Crescat una veritas, Floreat fraternitas, Patriae prosperitas.        | Sláva naší společnosti, sláva studentům! Nechť roste jedna pravda tu nechť bratrství vzkvétá, země slaví úspěch. | |
| Alma Mater floreat, Quae nos educavit; Caros et commilitones, Dissitas in regiones Sparsos, congregavit.      | Alma Mater ať vzkvétá, jež nás vzdělala; drahé a spolustudenty, rozdělené do krajů roztroušených, shromáždila.   | Alma Mater tváří nás, kéž roste a vzkvétá! By se dál zde setkávali kolegové zblízka, zdáli i z celého světa.            |